# 墮落姬甲
《墮落姬甲》（日語：堕落ギア，英語：Daraku Gear）是一款由 PINKCORE 使用 Unity 架構所研發的惡墮取向策略型角色扮演为主的成人向手機遊戲，於2022年1月5日推出 Android 系統公開上市，遊戲採免費下載及商城內購機制。遊戲已於2025年5月27日停止服務。

## 活動

### Lice萊斯
在2022年8月20日, Youtber Lice萊斯針對《墮落姬甲》進行播報介紹。

### 繪師 Cirilla Lin
在2022年8月20日繪師 Cirilla Lin 幫助遊戲中角色芙妮維亞繪製二創圖。

### 遊戲設定集
在2022年8月12日由台灣角川出版，於博客來及Google圖書等各大電子書通路推出遊戲設定集。

### 線下展會
在2022年7月28日參加台灣漫畫博覽會，現場可以領取小卡及通關密語。

### BOOK☆WALKER 合作
在2022年5月10日與BOOK☆WALKER開始進行合作，互相交換獎勵。

## 遊戲內容

### 遊戲故事
故事講述男主角艾克蘭，被女教皇囚禁多年以後返回故土，心灰意冷之下想起父親曾說過的家族秘密，在教會的地下室中藏有不能使用的終極武器，當艾克蘭開啟密室的動力時，腦袋被大量的邪惡、黑暗及噁心的資訊給震懾，密室中充斥著大量各種不可告人的生化實驗及科技技術，在不斷的掙扎與誘惑之下，內心終於完全腐敗後的他決定利用這些家族資源展開復仇之旅。

### 遊戲玩法
《墮落姬甲》採用即時戰鬥模式，遊戲戰鬥以放置搭配手動施放技能來進行，進入關卡後角色會自動攻擊敵人。

### 調教系統
在「招募」功能獲得角色，並且進入調教房間，有「精神調教」及「肉體調教」兩種不同選項，選擇「精神調教」會增加角色的忠誠度，而「肉體調教」則會增加角色的淫亂度，當該名角色的忠誠度與淫亂度越高，就能解鎖更多的2D劇情及3D劇情，每位角色均包含7種以上2D，3種以上3D劇情。

### 角色介紹
在2022年8月4日為止共計推出10名角色可以搭配組合，每個角色均有專屬的機甲、2D劇情及3D劇情可以解鎖觀看。
包含女神官「柯菈」，無雙戰姬「琉月千鶴」以及教皇之女「芙妮維亞」等10名角色。

## 外部連結
- 《墮落姬甲》官方網站
- 《墮落姬甲》官方粉絲專頁 （页面存档备份，存于）